# آلیس آرزومانیان
آلیس آرزومانیان ( زادهٔ ۲۰ تیر ۱۳۱۰ رشت - درگذشته ۲۵ آذر ۱۳۹۷ تهران نویسنده ارمنی‌تبار ایرانی بود. وی به خاطر رمان «همه از یک» شناخته شده است.

## زندگی‌نامه
وی در ۲۰ تیر ۱۳۱۰ در رشت به دنیا آمد. تحصیلات ابتدایی خود را دبستان ۱۷ دی و دیپلم متوسطه را در رشته طبیعی در دبیرستان شاهدخت رشت دریافت کرد و درسال ۱۳۳۱ از دانشکده علوم دانشگاه تهران در رشته شیمی فارغ‌التحصیل گشت. وی در سال ۱۳۳۶ ازدواج کرد و ثمره این ازدواج یک دختر می‌باشد. وی در سازمان ذوب‌آهن در تهران فعالیت می‌کرد. وی در در سن ۸۷ سالگی در ۲۵ آذر ۱۳۹۷ در تهران درگذشت و در آرامستان ارامنه تهران به خاک سپرده شد.

## آثار
- رمان «همه از یک» (۱۳۴۳) از شگفتی‌ها و دلهره‌های یک بلوغ نورس پرده می‌بردارد. ماجرا در خانواده‌ای مسیحی و اشرافی می‌گذرد. زندگی دختری را از کودکی تا بزرگسالی در برمی‌گیرد. سراسر کتاب را موجی از تمنای جنسی فراگرفته و نوعی پرده‌دری در توصیف ماجراها دیده می‌شود. آرزومانیان رمان خود را با توجه به آثار غربی و با فضایی متأثر از سینما آفریده است.